# Raiffeisenbank Borken Nordhessen
Die Raiffeisenbank Borken Nordhessen eG war eine Genossenschaftsbank im nordhessischen Borken. Im Jahre 2021 fusionierte die Bank auf die VR-Bank Bad Salzungen Schmalkalden eG.

## Geschichte
Die Bank wurde am 7. Dezember 1895 als „Spar- und Hülfsverein – eingetragene Genossenschaft mit beschränkter Haftpflicht“ gegründet.
Einige herausragende Ereignisse in der Geschichte der Raiffeisenbank Borken Nordhessen eG:
- Am 15. Juni 1902 beschlossen die Genossenschaftsmitglieder den Bau eines Lager- und Bürogebäudes am Borkener Güterbahnhof
- Die erste fahrbare Zweigstelle, ein VW-Bus mit festem Tourenplan, wurde ab Mai 1960 eingesetzt.
- Einweihung der neuen Bankhauptstelle in der Borkener Kernstadt mit Autoschalter am 1. Juni 1967.
- Namensänderung in „Raiffeisenbank Borken e.G.m.b.H.“ am 13. Februar 1970
- Einweihung der umgestalteten Geschäftsstelle in Bad Zwesten am 11. Juni 2005
- Einweihung der Hauptstelle in Borken nach Umbau-, Erweiterungs- und Modernisierungsmaßnahmen (Integration Haus Willius) am 15. Oktober 2005
- Einweihung der umgestalteten Geschäftsstelle in Jesberg am 3. April 2006
- 2017 wurden zwei Filialen geschlossen.
- Im Oktober 2018 erfolgte die Umfirmierung von Raiffeisenbank eG Borken in Raiffeisenbank Borken Nordhessen eG.[4]

Seit 2009 bot die Bank den Kunden der Stadtsparkasse Borken die Nutzung ihrer Geldautomaten kostenlos an.

## Zusammenschlüsse
In den Jahren 1934 bis 1999 erfolgten mit verschiedenen Raiffeisenkassen und der Raiffeisenbank eG Bad Zwesten Zusammenschlüsse:
- 1934: Mit dem „Gombether Spar- und Darlehenskassen-Verein“ wurde am 1. November 1934 fusioniert.
- 1963: Mit der „Raiffeisenkasse Dillich“ am 23. April 1963
- 1968: Mit der „Raiffeisenkasse Nassenerfurth“ am 4. Juni 1968
- 1972: Mit der „Raiffeisenkasse Großenenglis“ am 23. Juni 1972
- 1999: Mit der „Raiffeisenbank eG Bad Zwesten“ am 27. Juli 1999 – hervorgegangen aus den Raiffeisenkassen in Zwesten-Niederurff, Zimmersrode und Jesberg

## Geschäftliche Entwicklung
- 31. Dezember 1963 Bilanzvolumen: 8.216.000 DM/1505 Mitglieder
- 31. Dezember 1972 Bilanzsumme: 21 Mio. DM/2046 Mitglieder
- 31. Dezember 1998 Bilanzsumme: 204 Mio. DM/3041 Mitglieder
- 31. Dezember 2007 Bilanzsumme: 206 Mio. €/6400 Mitglieder